# 拉斐尔·帕西奥
库斯塔·拉斐尔·帕西奥（芬蘭語：Kustaa Rafael Paasio，1901年12月31日—1984年5月22日），出生时姓氏为赫尔斯特伦（Hellström），芬兰社会民主党政治家、议会议长及两届芬兰总理。